# Peter Welten
Peter Welten (* 26. April 1936) ist ein deutscher evangelischer Theologe.

## Leben
Nach der Promotion am 17. Dezember 1966 zum Dr. theol. in Tübingen und der Habilitation 1971 ebenda lehrte er ab 1978 als Professor für Altes Testament an der Universität Tübingen. An die Kirchliche Hochschule Berlin wurde er 1982 berufen. 2001 trat er in den Ruhestand.

## Werke (Auswahl)
- Die Königs-Stempel. Ein Beitrag zur Militärpolitik Judas unter Hiskia und Josia (= Abhandlungen des Deutschen Palästina-Vereins. Band 1). Harrassowitz, Wiesbaden 1969, OCLC 246926198 (zugleich Dissertation, Tübingen 1966).
- Geschichte und Geschichtsdarstellung in den Chronikbüchern (= Wissenschaftliche Monographien zum Alten und Neuen Testament. Band 42). Neukirchener Verlag, Neukirchen-Vluyn 1973, ISBN 3-7887-0359-8 (zugleich Habilitationsschrift, Tübingen 1971).
- mit Sascha Gebauer und Rüdiger Liwak: Pilger, Forscher, Abenteurer. Das Heilige Land in frühen Fotografien der Sammlung Gressmann (= Studien zu Kirche und Israel. Neue Folge. Band 8). Evangelische Verlagsanstalt, Leipzig 2014, ISBN 978-3-374-03873-2.